# Helmut Lukesch

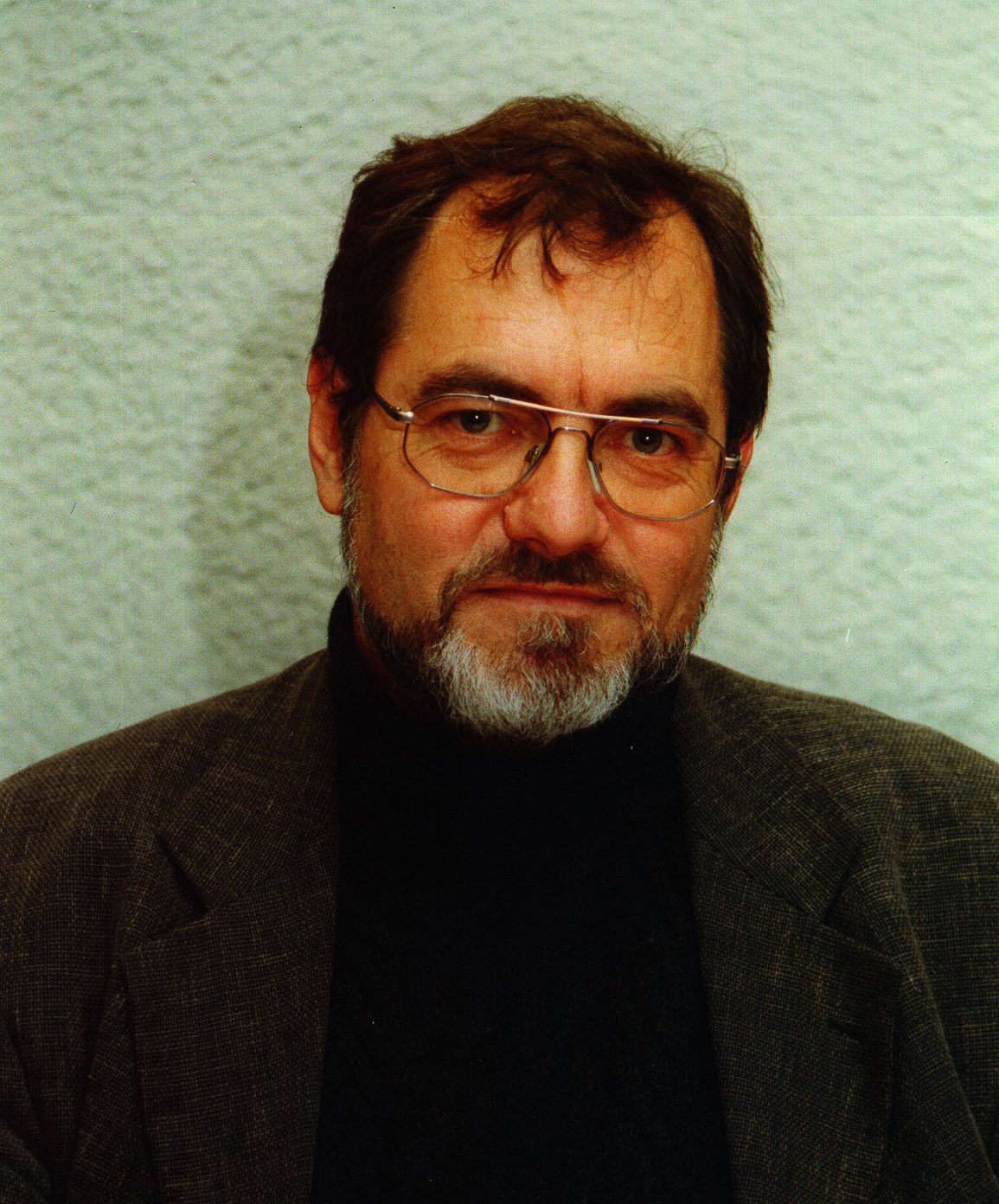
Helmut Lukesch (1995)

Helmut Lukesch (* 27. September 1946 in Linz) ist ein österreichischer Psychologe. Von 1979 bis 2011 war er Professor für Pädagogische Psychologie und Medienpsychologie an der Universität Regensburg.

## Leben
Helmut Lukesch absolvierte 1965 die Matura an der Bundeslehrerbildungsanstalt in Salzburg und erhielt damit gleichzeitig die Lehrbefähigung für das Lehramt an Volksschulen. Bei seinem Studium der Psychologie, Pädagogik und Philosophie von 1966 bis 1967 an der Universität Innsbruck waren prägende Professoren Ivo Kohler, Lotte Schenk-Danzinger und Wolfgang Brezinka. Danach wechselte er an die Universität Salzburg (1967–1972) und promovierte dort 1971 zum Dr. phil. Wichtige Universitätslehrer in Salzburg waren Wilhelm Josef Revers und Paul Weingartner. Von 1971 bis 1973 arbeitete er als Hochschulassistent dort am Institut für Psychologie bei Erwin Roth. Von 1973 bis 1977 war er als Wissenschaftlicher Assistent im Fachbereich Erziehungswissenschaft der Universität Konstanz bei Wolfgang Brezinka tätig. 1978 bis 1979 arbeitete er gemeinsam mit Helmut Fend als Projektleiter der „Vergleichsuntersuchungen in Nordrhein-Westfalen“ im Zentrum I für Bildungsforschung und dem SFB 23 der Universität Konstanz.
1976 erfolgte die Habilitation und Lukesch erhielt die Lehrbefugnis für das Fach „Psychologie unter besonderer Berücksichtigung der Entwicklungspsychologie und der Pädagogischen Psychologie“ in Konstanz. Nach einer Lehrstuhlvertretung 1978–1979 an der Universität Regensburg wurde er 1979 ebendort zum Ordentlichen Professor für Psychologie berufen.
Trotz ergangener Rufe an die Christian-Albrechts-Universität in Kiel (1990) und an die Universität Konstanz (1997) verblieb er an der Universität Regensburg. Hier wurde er mit Wirkung zum 1. Oktober 2011 pensioniert, setzte aber seine universitäre Tätigkeit als Lehrstuhlvertreter für zwei weitere Semester an der Universität Passau fort. 2024 hat er einen h-Index von 24 erreicht.

## Werk
Seine Forschungsschwerpunkte betreffen Fragen der psychologischen Diagnostik (Testentwicklung), der Medienforschung (Mediennutzungs- und Medienwirkungsforschung, Inhaltsanalysen zum Fernsehen), der familiären Sozialisationsforschung, der Frühentwicklung des Menschen (Psychologie der Schwangerschaft), der vergleichenden Schulforschung (Gesamtschule vs. dreigliedriges Schulsystem) und das Lernen mit neuen Medien (E-Learning). Von ihm wurde die weltweit erste Datenbank zu psychologischen Testverfahren veröffentlicht, die heute unter der Bezeichnung „psyndex + Tests“ von der ZPID angeboten und aktuell gehalten wird (diese Datenbank enthält Stand Mai 2020 knapp 8000 Testbeschreibungen). Als Dienstleistung für die Studierenden der Psychologie wurde von ihm die erste internetbasierte Praktikumsdatenbank für Psychologiestudierende entwickelt, ebenso wurde für die Außendarstellung des Instituts für Psychologie an der Universität Regensburg eine selbstergänzungsfähige Institutsgeschichte (Chronik des Instituts für Psychologie) erarbeitet. Besonderer Wert wird dabei auf Nachhaltigkeit gelegt, wobei beispielsweise die entwickelten E-Learning-Kurse routinemäßig aktualisiert werden bzw. die anderen Produkte durch berechtigte Dritte ergänzbar sind. Neben 23 Büchern, 10 Tests, 84 Beiträgen zu Sammelwerken und 74 Zeitschriftenartikeln ist auf eine reichhaltige Vortragstätigkeit im In- und Ausland zu verweisen. Aktuelle Forschungstätigkeiten beziehen sich u. a. auf Fragen der Motivations- und der Intelligenzforschung, wobei die Aktualisierung (vgl. hierzu den sog. Flynn-Effekt) und Neuentwicklung entsprechender diagnostischer Verfahren im Mittelpunkt steht.
Er engagierte sich im Auftrag des Bayerischen Staatsministeriums für Wissenschaft und Kultus beim Aufbau des Deutsch-Chinesischen Übersetzungs- und Informationszentrums an der Zhejiang-Universität in Hangzhou (China). Als Jurymitglied wirkte er bei der Vergabe des Deutschen Computerspielpreises 2009 mit. Ebenso war er 2010 Mitglied in der Jury „Bündnis für Kinder gegen Gewalt“, wobei verschiedene Projekte zur Gewaltprävention in Deutschland bewertet und prämiert wurden. 2010 wurde von ihm und seinem Team an der Universität Regensburg der Bayerische Kongress für Schulberatung ausgerichtet.
In der akademischen Lehre hat sich Helmut Lukesch Verdienste um die Studiengänge für Lehramtsstudierende zur Beratungslehrkraft und für Medienpädagogik nach der LPO I erworben. In Bayern kann man nur Beratungslehrer werden, wenn man ein zweijähriges Studium, das mit einer Staatsprüfung endet, erfolgreich absolviert. Der ebenfalls zweijährige medienpädagogische Studiengang ist in Bayern Voraussetzung, um Medienpädagogisch-informationstechnischer Berater (MIB) zu werden.

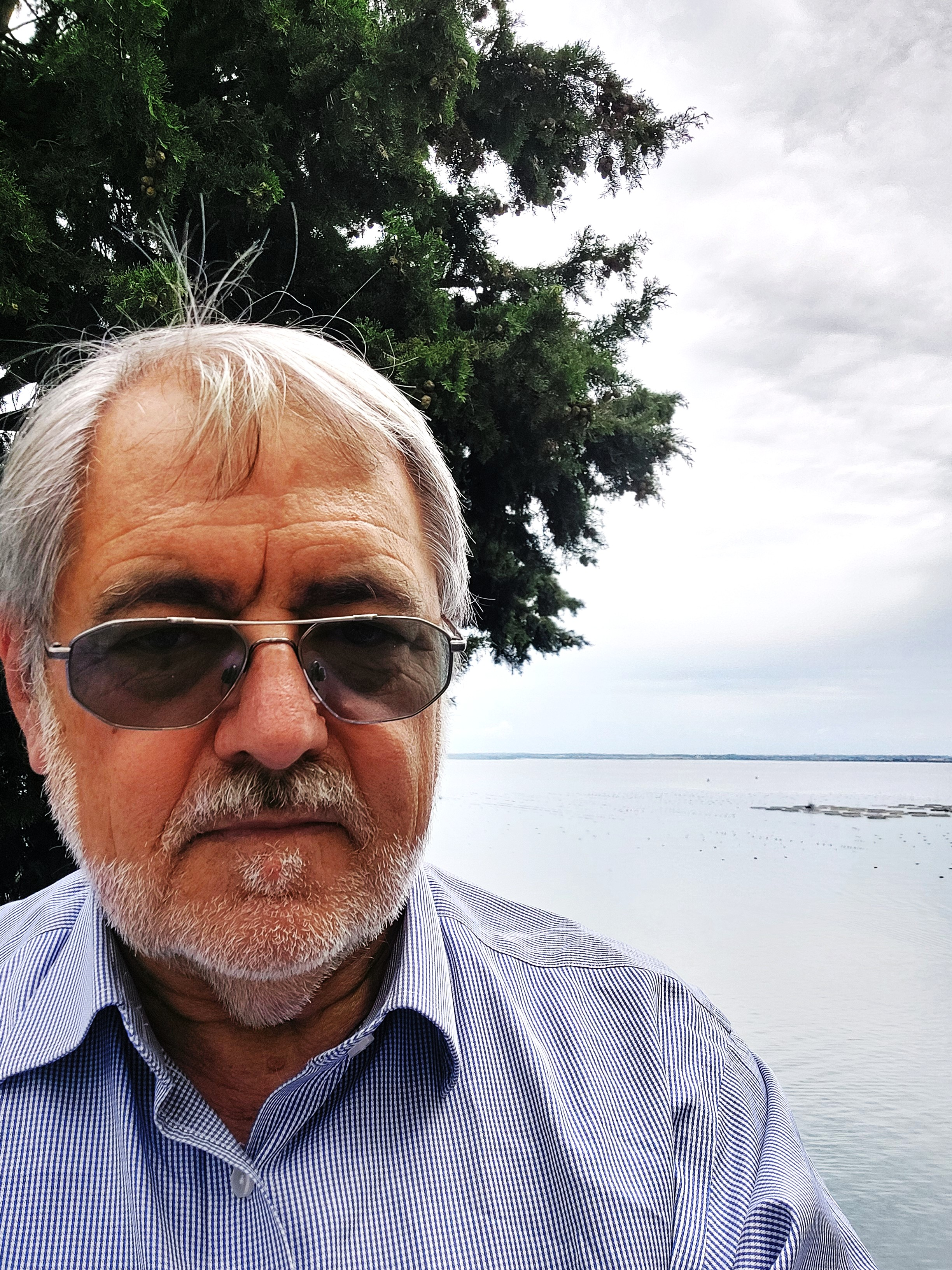
Helmut Lukesch in Duino (2024)

## Ehrungen
- Korrespondierendes Mitglied der Österreichischen Akademie der Wissenschaften (seit 2011)
- Von 2015 bis 2020 war er ehrenamtlicher Ortsheimatpfleger in seinem Wohnort Wolfsegg und hat in dieser Funktion eine umfangreiche Ortschronik über diesen Burgort verfasst.[8]

## Ausgewählte Schriften

### Monographien
- H. Lukesch: Wolfsegg in Geschichte und Gegenwart. Eine Ortschronik. Verlag Friedrich Pustet, Regensburg 2019, ISBN 978-3-7917-2981-7.
- H. Lukesch: Einführung in die Pädagogische Psychologie (= Psychologie in der Lehrerausbildung. Band 1). Roderer, Regensburg 2006, ISBN 3-89073-188-0.
- H. Lukesch, C. Bauer, R. Eisenhauer, I. Schneider: Das Weltbild des Fernsehens. Eine Untersuchung der Sendungsangebote öffentlich-rechtlicher und privater Sender in Deutschland. Band I: Ergebnisse der Inhaltsanalyse zum Weltbild des Fernsehens (Zusammenfassung). Expertise über die Gewaltwirkungen des Fernsehens und von Computerspielen (= Medienforschung. Band 12/1). Roderer, Regensburg 2004.
- H. Lukesch, C. Bauer, R. Eisenhauer, I. Schneider: Das Weltbild des Fernsehens. Eine Untersuchung der Sendungsangebote öffentlich-rechtlicher und privater Sender in Deutschland. Band II: Theorie - Methode - Ergebnisse. Eine inhaltsanalytische Studie über die Sendungsangebote öffentlich-rechtlicher und privater Sender in Deutschland (= Medienforschung. Band 12/2). Roderer, Regensburg 2004.
- H. Lukesch, C. Bauer, R. Eisenhauer, I. Schneider: Das Weltbild des Fernsehens. Eine Untersuchung der Sendungsangebote öffentlich-rechtlicher und privater Sender in Deutschland. Synopse der Weltbildstudie. Roderer, Regensburg, 2004.
- H. Lukesch: Psychologie des Lernens und Lehrens (= Psychologie in der Lehrerausbildung. Band 2). Roderer, Regensburg 2001, ISBN 3-89783-277-1.
- H. Lukesch: Einführung in die pädagogisch-psychologische Diagnostik (= Psychologie in der Lehrerausbildung. Band 3). Roderer, Regensburg 1998, ISBN 3-89073-232-1.
- H. Lukesch: Medien und ihre Wirkungen. Eine Einführung. Sammelwerk Medienzeit. Hrsg. Bayerisches Staatsministerium für Unterricht Kultus, Wissenschaft und Kunst. Auer, Donauwörth 1997, ISBN 3-403-02997-2.
- H. Lukesch: Mediennutzung durch Kinder und Jugendliche. Sammelwerk Medienzeit. Hrsg. Bayerisches Staatsministerium für Unterricht Kultus, Wissenschaft und Kunst. Auer, Donauwörth 1997.
- V. Lindner, Lukesch, H. unter Mitarbeit von K. Betz, C. Bernhard-Eggert, S. Ennemoser, B. Hetzenecker, B. Signer, C. Viehbacher, A. Wagner: Geschlechtsrollenstereotype im deutschen Schulbuch. Eine inhaltsanalytische Untersuchung von Schulbüchern für Grund-, Haupt- und Realschulen der Fächer Deutsch, Mathematik, Heimat- und Sachkunde sowie Religionslehre in Bayern, Nordrhein-Westfalen und der ehemaligen DDR, zugelassen im Zeitraum von 1970 bis 1992. (= Medienforschung. Band 6). Roderer, Regensburg 1994.
- H. Lukesch, K.-H. Kischkel, A. Amann, S. Birner, M. Hirte, R. Kern, R. Moosburger, L. Müller, B. Schubert, H. Schuller: Jugendmedienstudie. Verbreitung, Nutzung und ausgewählte Wirkungen von Massenmedien bei Kindern und Jugendlichen (= Medienforschung. Band 1). S. Roderer, Regensburg 1998, ISBN 3-89073-438-3.
- Lukesch, H. (1976). Elterliche Erziehungsstile. Psychologische und soziologische Bedingungen. Stuttgart: Kohlhammer. ISBN 978-3-17-002592-9.
- Lukesch, H. (1975). Erziehungsstile. Pädagogische und psychologische Konzepte. Stuttgart: Kohlhammer. ISBN 3-17-002290-3.

### Testpublikationen
- L. Kreuzpointner, H. Lukesch, W. Horn: Leistungsprüfsystem 2. LPS-2. Hogrefe, Göttingen 2013.
- H. Lukesch, N. Stahl: LASI – Lehrer-Angst- und Stressinventar.  Hogrefe, Göttingen 2011.
- H. Lukesch, K. Peters-Häderle: RLMI-E. Regensburger Leistungs-Motiv-Inventar für Erwachsene. Hogrefe, Göttingen 2007.
- H. Lukesch: FEPAA. Fragebogen zur Erfassung von Empathie, Prosozialität, Aggressionsbereitschaft und aggressivem Verhalten. Hogrefe, Göttingen 2006.
- H. Lukesch, S. Mayrhofer, A. Kormann: PSB-R 6-13. Revidierte Fassung des Prüfsystems für Schul- und Bildungsberatung für 6. bis 13. Klassen von W. Horn. Hogrefe, Göttingen 2004.
- H. Lukesch, A. Kormann, S. Mayrhofer: PSB-R 4-6. Revidierte Fassung des Prüfsystems für Schul- und Bildungsberatung für 4. bis 6. Klassen von W. Horn. Hogrefe, Göttingen 2002.
- H. Lukesch, S. Mayrhofer: KLT-R. Revidierte Fassung des Konzentrations-Leistungs-Test von H. Düker, G. A. Lienert. Hogrefe, Göttingen 2001.

### Herausgeberwerke
- H. Lukesch (Hrsg.): Auffälligkeiten im Erleben und Verhalten von Kindern und Jugendlichen. Handlungsmöglichkeiten für Lehrkräfte. Hogrefe, Göttingen 2016, ISBN 978-3-8017-2746-8.
- H. Peez, H. Lukesch (Hrsg.): Erziehung, Bildung und Sozialisation in der Volksrepublik China. Roderer, Regensburg 2002, ISBN 3-89783-310-7.
- H. Lukesch, H. Peez (Hrsg.): Erziehung, Bildung und Sozialisation in Deutschland. Roderer, Regensburg 2001, ISBN 3-89783-258-5.
- H. Lukesch (Hrsg.):  „Wenn Gewalt zur Unterhaltung wird ...“. Beiträge zur Nutzung und Wirkung von Gewaltdarstellungen in audiovisuellen Medien (= Medienforschung. Band 3). Roderer, Regensburg 1990, ISBN 3-89073-494-4.
- H. Lukesch, W. Nöldner, H. Peez (Hrsg.): Beratungsaufgaben in der Schule. Psychologisch-pädagogische Hilfen aus Theorie und Praxis für erzieherische und unterrichtliche Beratungsanlässe. Reinhardt, München 1989, ISBN 3-497-01168-1.
- H. Lukesch, M. Perrez, K. A. Schneewind (Hrsg.): Familiäre Sozialisation und Intervention. Huber, Bern 1980, ISBN 3-456-80857-7.
- K. A. Schneewind, H. Lukesch (Hrsg.): Familiäre Sozialisation. Probleme - Ergebnisse - Perspektiven. Klett, Stuttgart 1978.
- H. Lukesch (Hrsg.): Auswirkungen elterlicher Erziehungsstile. Hogrefe, Göttingen 1975, ISBN 3-8017-0105-0.

### Beiträge zu Büchern
- H. Lukesch: Maria Montessori. In: B. Wisniewski, A. Schöps (Hrsg.): Pädagogen auf Abwegen: Ideen, Ideale und Irrungen großer Schulreformer. Schneider Hohengehren 2016, ISBN 978-3-8340-1658-4, S. 135–154.
- H. Lukesch: Wunsch und Wirklichkeit – Esoterische Methoden in der Pädagogik. In: B. Wisniewski, A. Vogel (Hrsg.): Schule auf Abwegen: Mythen, Irrtümer und Aberglaube in der Pädagogik. 2., korr. Auflage. Schneider Hohengehren, 2014, ISBN 978-3-8340-1292-0, S. 111–124.
- H. Lukesch: Computerspiele und „Spielsucht“. In: M. K. Schweer (Hrsg.): Medien in unserer Gesellschaft. Chancen und Risiken. Lang, Frankfurt am Main 2012, ISBN 978-3-631-63658-9, S. 147–168.
- H. Lukesch: Gewalt in den Medien und Möglichkeiten der Prävention von Gewalt. In: A.-M. Kalcher, K. Lauermann (Hrsg.): Die Macht der Aggression. G&G Verlag, Wien 2012, ISBN 978-3-7074-1467-7, S. 66–86.
- H. Lukesch: Korrelation oder Kausalität? Aussagemöglichkeiten der Medienwirkungsforschung. In: U. Dittler, M. Hoyer (Hrsg.): Zwischen Kompetenzerwerb und Mediensucht. kopaed, München 2010, ISBN 978-3-86736-093-7, S. 177–203.
- H. Lukesch: Computer, Sport - eine pädagogische Herausforderung. In: Europäisches Informations-Zentrum (Hrsg.): Europäisches Symposium „Spielewelten in der Zukunft“. Interaktionen von klassischen und virtuellen Spielen. (= Tagungsberichte. Band 66). Europe Direct, Erfurt 2009, ISBN 978-3-939182-16-0, S. 91–106.
- H. Lukesch: Sozialisation durch Massenmedien. In: K. Hurrelmann, M. Grundmann, S. Walper (Hrsg.): Handbuch Sozialisationsforschung. 7. Auflage. Beltz, Weinheim 2008, ISBN 978-3-407-83160-6, S. 384–395.
- H. Lukesch: Lügen und Täuschen - Eine psychologische Perspektive. In: J. Müller, H.-G. Nissing (Hrsg.): Die Lüge. Ein Alltagsphänomen aus wissenschaftlicher Sicht. WBG, Darmstadt 2007, ISBN 978-3-534-20123-5, S. 87–101.
- H. Lukesch: Erkennbarkeit der Lüge: Alltagstheorien und empirische Befunde. In: M. Mayer (Hrsg.): Kulturen der Lüge. Böhlau, Köln 2003, ISBN 3-412-05603-0, S. 121–149.
- H. Lukesch: Violence and the Media. In: W. Heitmeyer, J. Hagan (Hrsg.): International Handbook of Violence Research. Kluwer Academic Publishers, Dordrecht 2003, ISBN 1-4020-3980-8, S. 511–541.
- H. Lukesch (2002): Sozialmedizinische Aspekte der Frühgeburtlichkeit. In: W. Künzel (Hrsg.): Geburt II. (= Klinik der Frauenheilkunde und Geburtshilfe. Band 7). 4. Auflage. Urban & Fischer, München ISBN 3-437-22370-4, S. 97–113.

### Zeitschriftenartikel
- K. D. Stiller, L. Kreuzpointner, H. Lukesch: Description and evaluation of a didactical concept for online seminars. In: Journal of Contemporary Medical Education. Band 1, Nr. 1, 2013, S. 40–49.
- T. Crönlein, D. Stangassinger, P. Geisler, R. Popp, J. Zulley, H. Lukesch: Fernsehkonsum und Schlafstörungen bei Kindern. In: Psychiatrische Praxis. Band 34, Supplement 1, 2007, S. 59–61.
- H. Lukesch: Leistungstests als Instrumente einer Lernerfolgsdiagnostik - Adäquate Leistungstests bewerten Lernerfolg nach wissenschaftlichen Kriterien. In: Grundlagen der Weiterbildung. Nr. 1, 2005, S. 7–10.
- H. Lukesch: Lernen ohne Anstrengung? Der Sirenengesang der geheimen Verführer. In: Zeitschrift für Pädagogische Psychologie. Band 14, Nr. 2/3, 2000, S. 59–62.
- H. Lukesch, M. Scheungrab: Beiträge der Massenmedien zur Delinquenzgenese Jugendlicher. In: Gruppendynamik - Zeitschrift für angewandte Sozialpsychologie. Band 26, 1995, S. 63–87.
- H. Lukesch: TV learning: Incidental or a systematic process? TV watching and political awareness amongst children and young people in East and West Germany. In: Communications. Band 17, 1992, S. 205–214.
- H. Lukesch, M. Schauf: Können Filme stellvertretende Aggressionskatharsis bewirken? In: Psychologie in Erziehung und Unterricht. Band 37, 1990, S. 38–46.
- H. Taschler-Pollacek, H. Lukesch: Viktimisierungsangst als Folge des Fernsehkonsums? Eine Studie an älteren Frauen. In: Publizistik. Band 35, 1990, S. 443–453.